# Marcus Bettinelli
Pour les articles homonymes, voir Bettinelli.
Marcus Bettinelli, né le 24 mai 1992 à Camberwell, est un footballeur anglais qui évolue au poste de gardien de but à Manchester City.

## Biographie
Marcus Bettinelli est formé au sein du club londonien de Fulham FC. En 2012 et 2013, il est prêté au club de Dartford, équipe de D5 anglaise. Lors de la saison 2013-2014, il est de nouveau prêté, cette fois-ci à Accrington Stanley, qui évolue en quatrième division.
Il fait ses débuts en D2 anglaise avec Fulham lors de la saison 2014-2015, où il devient rapidement le gardien titulaire de l'équipe.
En septembre 2020, il est prêté pour une saison au Middlesbrough FC.
Le 28 juillet 2021, il rejoint Chelsea FC.
En juin 2025, après quatre ans au club londonien et une seule apparition dans l'équipe première, Chelsea FC annonce son départ du club.
Le 10 juin 2025, Manchester City annonce son arrivée dans le club pour une année de contrat soit jusqu'en 2026.